# Salwiusz
Salwiusz – imię męskie pochodzenia łacińskiego, genetycznie wtórne cognomen utworzone od pierwotnego Salvus, Salvius, co oznacza 'pochodzący od Salvusa, z rodu Salvusa'.
Salwiusz imieniny obchodzi: 11 stycznia, 26 czerwca, 10 września i 28 października.
Znane osoby o imieniu Salwiusz:
- Salwiusz – przywódca II powstania niewolników na Sycylii w 104 r. p.n.e. (po obraniu królem przybrał imię Tryfon)
- Marek Salwiusz Oton – cesarz rzymski
- Julianus Salwiusz – prawnik rzymski
- św. Salwiusz (męczennik afrykański), zm. przed 430
- św. Salwiusz (biskup Albi) z VI w.
- św. Salwiusz (biskup Amiens), zm. ok. 615
- bł. Salwiusz Huix Miralpeix (zm. 1936)

Żeński odpowiednik: Salwia
Zobacz też:
- Salwin
- Sylwiusz